# VirtualDub
VirtualDub est un logiciel libre d'édition vidéo linéaire pour Windows. Il est développé par Avery Lee, il est distribué selon les termes de la licence GNU GPL.
Les manipulations possibles les plus simples sont le montage de la vidéo, la création d'une vidéo à partir d'images BMP, l'extraction de tout ou partie de la vidéo en images BMP ou la (re)compression d'une vidéo dans un des codecs (DivX par exemple) installés sur l'ordinateur.

## Description
VirtualDub permet d'éditer une vidéo ou une série d'images BMP (le nom doit contenir des numéros séquentiels) et même d'en capturer à partir d'une carte d'acquisition ou une carte tuner.
En plus de tout cela, VirtualDub a une palette de filtres vidéos pour faire des manipulations sur les images elles-mêmes. Par exemple, il est possible de rajouter un texte sur des images, de mettre la vidéo en noir et blanc, de redimensionner la vidéo, de corriger le contraste et la luminosité, etc. Le site Internet de VirtualDub offre un SDK avec un tutoriel et des exemples de filtres afin de pouvoir en créer d'autres. De fait, en plus des filtres de base, d'autres sont téléchargeables sur Internet. Les exemples de filtres sont en C++ mais également en assembleur et avec des instructions MMX pour ceux qui veulent faire des filtres simples et rapides.
VirtualDub possède également la fonctionnalité de frameserver, à utiliser avec un frameclient (Windows Media Encoder par exemple), et de frameclient, à utiliser avec un frameserver (WinTV2000 par exemple).[réf. nécessaire]
VirtualDub est néanmoins utilisé le plus souvent pour compresser des fichiers vidéo, notamment par l'utilisation des codecs vidéo DivX et Xvid qui disposent d'un taux de compression élevé, mais aussi le x264 avec un taux de compression encore plus élevé.
Note : certains antivirus signalent qu'il est infecté par le logiciel malveillant Dialer-182. D'après l'auteur, il s'agit d'une erreur de l'antivirus, VirtualDub lui-même étant sain,,.
L'auteur a ajouté le support de plug-ins en lecture :
- 32 bits
  - MPEG2 / DVD (par fcchandler)
  - WMV / ASF (par fcchandler)
  - AC3 (par fcchandler)
  - QuickTime (par tateu)
  - Flash Video (par Moitah)
  - MP4 / 3GP (par SEt)
  - FLI / FLC (d'Autodesk[6] (par fcchandler)
  - PVN[réf. nécessaire] (par DJStealth)
  - R3D (Redcode RAW files)[7] (par Gábor Kertai)
  - DirectShow (par phaeron)
- 64 bit
  - MPEG2 / DVD x64 (compilé à partir de sources de fcchandler)
  - DirectShow x64 (par phaeron)

## Variantes
Variantes est utilisé dans le sens fork

### NanDub(obsolète)
NanDub est une version modifiée de VirtualDub datant de 2001 qui permettait à l'époque la gestion de plusieurs flux (audio ou vidéo) là où VirtualDub ne permettait que d'éditer un seul flux audio et un seul flux vidéo. La plupart de ses fonctions ayant été récupérées par VirtualDub et VirtualDubMod, il est aujourd'hui totalement obsolète[réf. nécessaire].
La dernière version est la v1.0 RC2 datant du 10 juillet 2001.

### VirtualDubMod
VirtualDubMod est aussi une version modifiée de VirtualDub permettant entre autres le support des formats de fichiers multimédias Ogg et Matroska. Si VirtualDubMod permet beaucoup plus de choses, il est mis à jour après VirtualDub[réf. nécessaire]. En effet, de nouvelles fonctionnalités ne lui sont insérées qu'après avoir été testées sur VirtualDub et que celui-ci a été stabilisé. En résumé, VirtualDubMod est plus complet, néanmoins, les nouveautés sont installées en premier sur VirtualDub. En somme, il est donc intéressant de détenir les deux. Le projet a été abandonné en 2005, mais son utilisation encore possible et fonctionnelle même sur Windows 10.
La dernière version est la v1.5.10.2 datant du 31 août 2005.
La dernière version traduite en Français est la v1.5.10.3 b2550 datant du 1er janvier 2008. Elle est traduite par Sparadox du site trad-fr.com et virtualdubfr.org .

### VirtualDub2
Le développement de VirtualDub2, anciennement connu sous le nom de VirtualDub FilterMod, a commencé en 2015. Il reprend les fonctions de VirtualDub, en se basant sur la version 1.10.5-test7, et améliore différents aspects dont la navigation, les performances, et y ajoute le support de conteneurs dont MP4, MKV et MOV, ainsi que plusieurs filtres et formats de compression vidéo dont H.264 et Lagarith (en) sans passer par un codec VFW.
La dernière version est la v20 b44282 datant du 19 mars 2020.